# Helplessness Blues
Helplessness Blues ist das zweite Studio-Album der US-amerikanischen Indie-Band Fleet Foxes. Es erschien am 29. April 2011 in Europa und am 2. Mai 2011 in den USA im Handel auf Bella Union/Sub Pop, war jedoch bereits einige Tage vorher als offizieller Stream anhörbar.

## Titelliste
1. Montezuma – 3:37
2. Bedouin Dress – 4:30
3. Sim Sala Bim – 3:14
4. Battery Kinzie – 2:49
5. The Plains/Bitter Dancer – 5:54
6. Helplessness Blues – 5:03
7. The Cascades – 2:08
8. Lorelai – 4:25
9. Someone You'd Admire – 2:29
10. The Shrine/An Argument – 8:07
11. Blue-Spotted Tail – 3:05
12. Grown Ocean – 4:36

## Aufnahme
Die Aufnahmen dauerten relativ lange, das Album hätte ursprünglich schon viel früher veröffentlicht werden sollen. Beim Mixen der Aufnahmen im September 2010 in New York wurde die Band unzufrieden mit dem Ausgangsmaterial und spielte viele Songs nochmal komplett neu ein.

„[Wir] verhedderten uns in Details […] Ich will nicht den perfekten Song, aber es fällt mir schon schwer, einen Song in der endgültigen Form zu akzeptieren. Ich glaub, wenn keiner auf uns warten würde – keine Fans, keine Plattenfirma –, würden wir nie zum Ende kommen.“

## Rezensionen
Wie schon der Vorgänger erhielt das Album sehr gute Kritiker-Rezensionen. So vergibt The Independent die volle Punktzahl, Plattentests Online acht von zehn Punkten und der Rolling Stone vier von fünf Punkten.
Im deutschen Musikmagazin Visions wurde Helplessness Blues zum „Album des Monats Mai 2011“ gekürt, mit einer durchschnittlichen Punktzahl von 9,2 von 12.